# أمين الرافعي
أمين عبد اللطيف الرافعي (1303- 1346هـ/ 1886 - 1927)، كاتب سياسي وصحفي مصري، ورائد من رواد الصحافة والحركة الوطنية. سوري الأصل، وتعود أصوله إلى طرابلس الشام، وكان والده قد توّلى الإفتاء في الإسكندرية.
كانت ولادته بمدينة الزقازيق، وبها تلّقى تعليمه، ثُمّ في الإسكندرية، ثُمّ التحق بمدرسة الحقوق في القاهرة وتخرّج منها، وقد انضم إلى الحزب الوطني في عهد مؤسسه مصطفى كامل، وابتدأ بكتابة المقالات في جرائد اللواء والعلم والشعب، وقد سُجن في الحرب العالمية الأولى.
بعد الحرب إبتاع جريدة الأخبار فصارت منبره اليومي، وحين ظهرت حركة الوفد المصري؛ كان هو أقوى أنصارها حتى اختلف مع زعيمها سعد زغلول على رأي في جوهر القضية، فآثر الانحياز عن الوفد، وغاضب رجاله، واستمر بالكتابة مستقلاً إلى أن توفي بالقاهرة.
من مُؤلّفاته: مفاوضات الإنجليز بشأن المسألة المصرية، ومذكرات سائح.

### إشارات مرجعية
1. 1 2 3 4 5 6  
كحالة، عمر. معجم المؤلفين - ج3. ص. 9. مؤرشف من الأصل في 2019-12-09.
2. 1 2 3 4 5 6 7  
الزركلي، خير الدين. الأعلام - ج2. ص. 17. مؤرشف من الأصل في 2019-12-16.
3. ↑  كامل سلمان الجبوري (2003). معجم الأدباء من العصر الجاهلي حتى سنة 2002م. بيروت: دار الكتب العلمية. ج. 1. ص. 409. ISBN:978-2-7451-3694-7. LCCN:2003489875. OCLC:54614801. OL:21012293M. QID:Q111309344.